# Leninskij (ort i Kazakstan)
Leninskij (ryska: Ленинский) är en ort i Kazakstan.   Den ligger i oblystet Pavlodar, i den nordöstra delen av landet, 400 km öster om huvudstaden Astana. Leninskij ligger 109 meter över havet och antalet invånare är 8 646.
Terrängen runt Leninskij är mycket platt. Runt Leninskij är det mycket glesbefolkat, med 4 invånare per kvadratkilometer. Närmaste större samhälle är Pavlodar, 15,4 km öster om Leninskij. Omgivningarna runt Leninskij är en mosaik av jordbruksmark och naturlig växtlighet.